# Ludwig Preis
Ludwig Preis (Passau, 1971. november 11. – Passau, 2017. május 27.) német labdarúgó, edző.

## Pályafutása
1976-ban az 1. FC Passau korosztályos csapatában kezdte a labdarúgást és 1987-ben mutatkozott be az első csapatban. Játszott még a TSV Vestenbergsgreuth, az SpVgg Bayreuth, az SpVgg Jahn Forchheim és az 1. SC Feucht csapataiban. 2003-ban vonult vissza az aktív labdarúgástól.
2003 és 2005 között utolsó klubjánál, az 1. SC Feuchtnál segédedző volt. 2006 és 2010 között a TSV Neustadt/Aisch, 2010-ben a Baiersdorfer SV, 2010 és 2012 között az SC Eltersdorf vezetőedzője volt. 2013-14-ben a SpVgg Greuther Fürth második csapatának a szakmai munkáját irányította. Közben 2013 februárjában Mike Büskens menesztése után az első csapat vezetőedzője volt ideiglenesen, majd Frank Kramer mellett segédedzőként is tevékenykedett